# Загадка Ситтафорда
«Зага́дка Ситта́форда» (англ. The Sittaford Mystery, 1931) — детективный роман Агаты Кристи. В СССР роман впервые опубликован в 1986 году в журнале «Наука и религия» №№ 7-10 и затем издательством Лениздат.

## Сюжет
Маленькая деревня Ситтафорд в Дартмуре (графство Девоншир) целиком засыпана снегом. Миссис Уиллет, дама, приехавшая из Южной Африки, устраивает спиритический сеанс. На нём дух объявляет об убийстве капитана Тревильяна, хозяина дома, который сдал дом мисс Уиллет и переселился в городок Экземптон. Майор Барнеби, лучший друг капитана, отправляется через метель навестить Тревельяна и обнаруживает его мёртвым. Расследование убийства поручается инспектору Нарракоту, который подозревает (или делает вид, что подозревает) Джеймса Пирсона, племянника убитого, который был в тот день в городке, и арестовывает его. Невеста арестованного Эмили Трефусис берётся за параллельное расследование.

## Действующие лица
- Джозеф Тревильян — богатый мужчина, бывший капитан
- Эмили Трефусис — невеста Пирсона. Ведёт дело, пытаясь вывести настоящего убийцу на чистую воду
- Джим Нарракотт — полицейский, ведущий дело
- Джон Барнеби — майор, лучший друг убитого капитана Тревильяна
- Глория Уиллет — арендатор дома, в котором проходил спиритический сеанс
- Виолетта Уиллет — дочь мисс Уиллет
- Рональд Гарфилд — житель Ситтафорда
- Мистер Рикрофт — житель Ситтафорда
- Мистер Дюк — житель Ситтафорда
- Джеймс Пирсон — племянник убитого капитана Тревильяна. Главный подозреваемый
- Чарльз Эндерби — журналист, помогает Эмили вести расследование

## Экранизации
В 2006 году был выпущен телефильм из цикла Мисс Марпл Агаты Кристи. Там сильно изменён сюжет, и экранизация не близка к роману.
- Возраст некоторых героев изменён.
- Изменено имя Тревильяна — в фильме его зовут Клайв, а в романе Джозеф.
- У многих героев изменена предыстория.
- Добавлена мисс Марпл, она не присутствует в романе.
- Инспектор Нарракотт отсутствует.
- Личность убийцы.